# Proagra fragilis
Proagra fragilis là một loài bướm đêm trong họ Geometridae.